# Penne (Pescara)
Penne és un municipi de 15.478 habitants de centre de Itàlia. Pertany a la província de Pescara, a la regió dels Abruços, i se situa a uns 50 quilòmetres a l'est de L'Aquila, la capital de la regió.

## Història

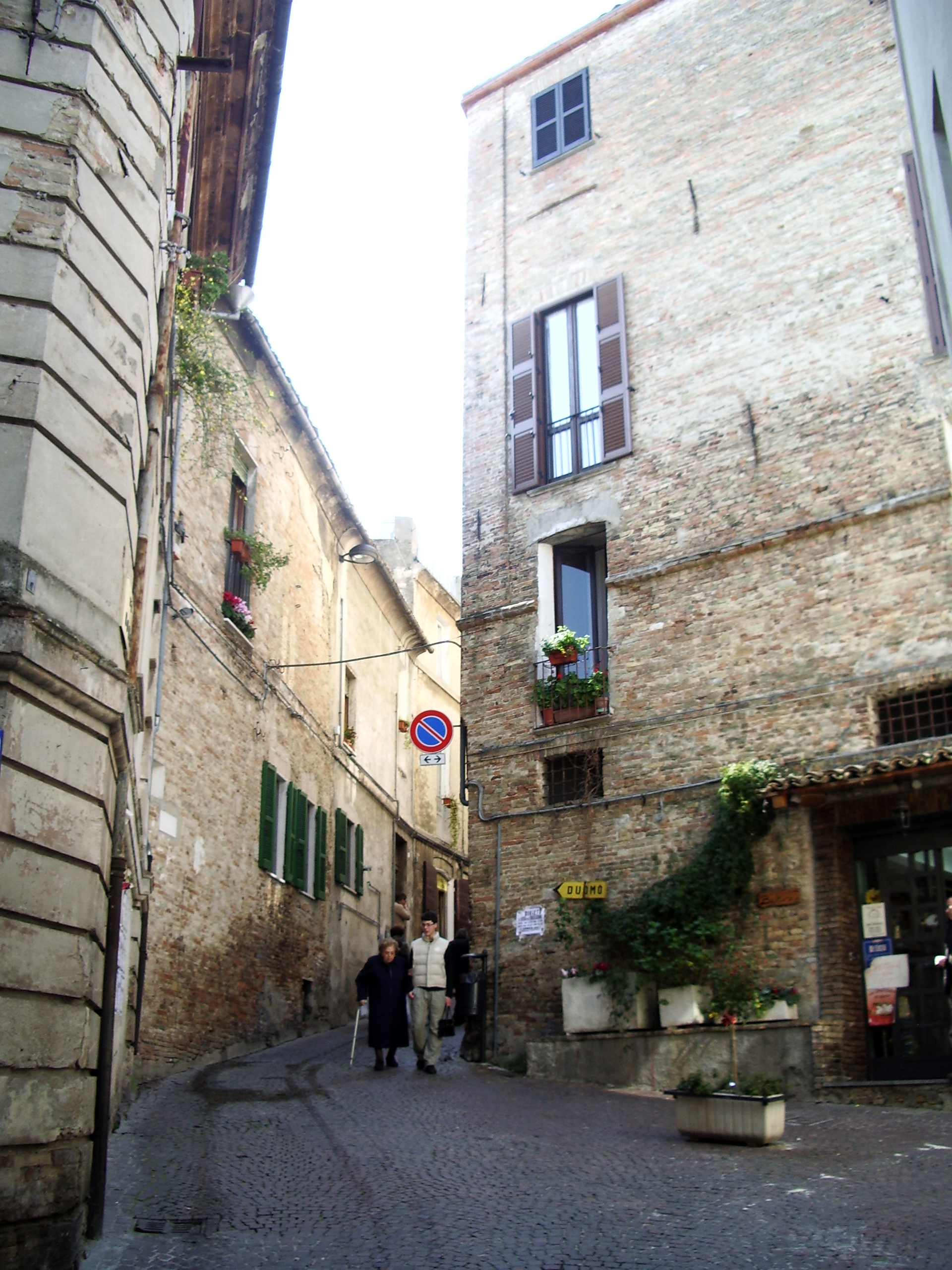
Casc antic

Antiga capital del territori de la població itàlica dels vestinos, deu el seu topònim a terme pinna, de l'italià pinnacolo (pinacle), entès com bec. De fet, l'estructura urbana es distribueix sobre quatre turons, representades en l'escut comunal pel mateix nombre de torres a les quals se superposen dues ales, a la dreta ia l'esquerra. El nucli antic de la ciutat es caracteritza sobretot per l'estil medieval dels seus carrerons estrets i cases amb maó cara vista. Lliurada per Carlos I d'Espanya en dot a Margarida d'Àustria en 1522, posteriorment va passar sota el domini dels Farnesio i dels Borbons. Una branca de la noble família Aliprandi, originaris de Milà, es va traslladar als Abruços. Giovanni, un majordom i confident personal, va seguir Margarida d'Àustria a 1575. El fill de Giovanni, Odoardo, es va establir a Penne després de rebre reconeixements i privilegis per Felip II, rei d'Espanya. En 1670, Antonio, fill de Odoardo, va obtenir la possessió de el feu de Nocciano. La dinastia dels Aliprandi es va extingir en 1910, amb la mort de l'baró i parlamentari Diego Aliprandi. Al gener de 1944, la ciutat de Penne va patir un bombardeig aliat que va danyar greument la Catedral i a l'hospital local. En els anys '60, es va construir una presa mitjançant l'oclusió del riu Tavo, donant lloc a l'Estany de Penne, a l'interior es va crear una reserva natural que, avui dia, alberga una comunitat molt important de flora i fauna endèmica.

## Monuments
- Chiesa de Santa Chiara: construïda en 1600 a costat de la primitiva església de Sant Spirito. Planta de creu grega. Reformada per complet en 1702. La cúpula està decorada amb la fresca de Domiziano Vallarola. El convent de les Clarisses va ser englobat per complet per l'hospital civil "San Massimo" en 1912.
- Chiesa dell'Annunziata: església amb orígens romànics les façana i interiors són d'estil barroc.
- Chiesa di San Giovanni Battista: pertanyent a l'Ordre dels Cavallers de Malta. Façana de l'1701 i planta central.
- Chiesa di Sant'Antonio di Padova: capella gentil de l'1648, pertanyent a la família Aliprandi.
- Chiesa di Santa Croce: caracteritzada per la façana amb els símbols de la Passió instal·lats pels passionistes en el vuit-cents.
- Chiesa San Ciro: edificada en la segona meitat de el set-cents. Restaurat en 1843 pel sacerdot Quintangeli. Lliurada a les monges de la sagrada família a principis de segle xx.
- Collegiata di San Giovanni Evangelista: documentada des de l'any 1324. El portal principal i el lateral daten respectivament 1604 i 1594. Campanile renaixentista en estil llombard.
- Cortiletto medioevale: exemple d'arquitectura local, el Cortilletto està edificat sobre dos ordres de columnes amb capitells cúbics.
- Palazzo Aliprandi: imponent edifici de segle xvii, amb portal de pedra, construït per De Cicco en 1773.
- Palazzo De Dura: façana renaixentista amb maó obra vista. Els De Dura provenien de Nàpols.
- Palazzo d'el giustiziere: en 1400 va ser la seu de Il Giustiziere dell'Abruzzo Ultra. L'edifici renaixentista posseeix una apreciable façana en maons ceràmics cuits.
- Palazzo di Teseo Castiglione: edifici medieval reformat el 1766 per l'arquitecte Di Sio. Façana barroca amb rellotge en majòlica elaborat per Antonio Papa (1770).
- Palazzo Scorpione: va ser la residència de Margarida d'Àustria, duquessa de Penne. Cortil renaixentista a maons, amb columnes i capitells cúbics.
- Palazzo Stefanucci: inicialment va ser seu dels Stefanucci, originaris de Florència, i després dels De Torres. La façana i el portal són de al segle xvii. En el vuit-cents una ala va ser habitada pels Dottorelli.
- Piazza XX Settembre: construïda en 1842 segons el disseny de l'enginyer Federico Dottorelli. El monument, dedicat als Martiri Pennesi (màrtirs de Penne) de 1837, va ser esculpit el 1913 per Pasquale Morgante.
- Piazzetta di Santa Croce: es distingeix particularment per l'estructura arquitectònica que suggereix una visió escenogràfica de conjunt.
- Porta de Capo: també coneguda com a Santa Croce o Porta Teramo. El arc ogival en pedra contingut en la cort és medieval. A la dreta es conserva una pedra datada 1523.
- Porta dei Conci: després renombrada porta dei Ferrari o simplement Portella. Arc ogival en pedra de segle XIV.
- Porta della Ringa: antiga porta de l'Arengo (lloc de reunions ciutadanes), reformada el 1832 pel Baró Diego Aliprandi.

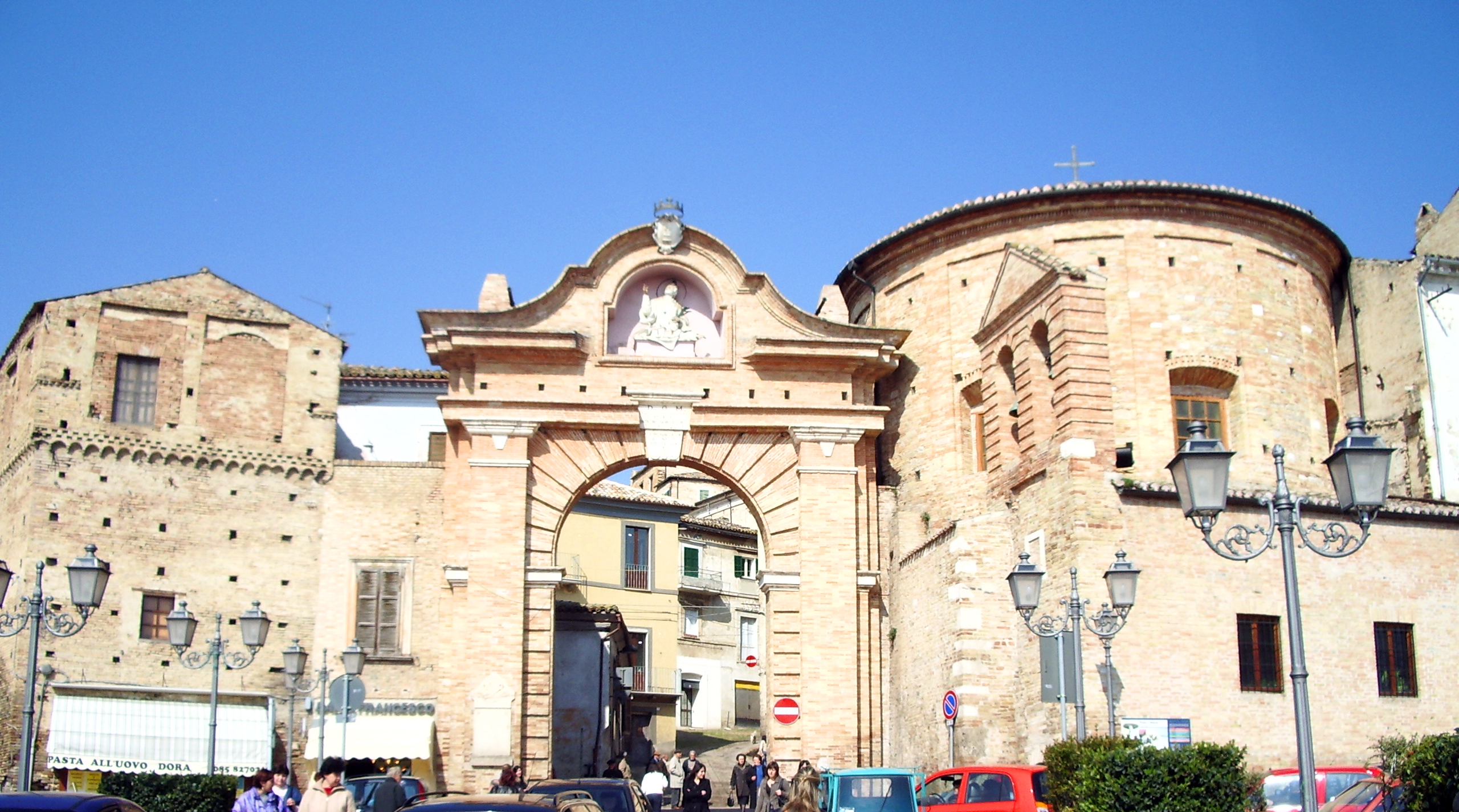
Porta de San Francesco.

- Porta di San Francesco: porta d'accés al nucli antic de la ciutat, precedida pel viale Sant Francesco, una avinguda adornada amb arbres i jardins dedicada a Sant Francesc d'Assís.
- Portici Salconio: construïts en 1911 per l'enginyer Ciulli. El 1929 van ser dedicats a Cua Giovanni Salconio, antic habitant de Penne d'al segle XVI.
- San Domenico: façana amb portal de el segle XVII i Madonna amb el nen en pedra de al segle XV. Interiors en estil barroc amb òrgan de el segle xviii. Els altars laterals presenten algunes teles dels germans Ragazzini. S'aprecien també algunes restes de frescs de Giotto. El claustre va ser edificat en 1330. Sobre el portal d'accés es troba s'aixeca l'estàtua de Sant Blai de Matteo de Capro. Allotja un lapidari cívic..

## Recursos naturals
La reserva natural regional Lago di Penne, instituïda amb les lleis regionals n. 26 de l'any 1987 i n. 97 de l'any 1989, s'estén per 150 hectàrees, amb una àrea de protecció exterior que supera les 1000 hectàrees. La reserva és gestionada per un comitè compost pel municipi de Penne, el Consorzio di Bonifica Centre i el WWF Itàlia. Actualment, és la cooperativa COGECSTRE que s'encarrega de la gestió operativa. Aquesta reserva és un lloc important per a nombroses espècies d'aus. El martinet de nit (Nycticorax nycticorax), símbol de l'àrea protegida, és un exemple d'au que ha fet de la zona humida de la reserva el seu hàbitat favorido. A la reserva, s'han promogut algunes iniciatives de conservació de la fauna, entre les quals destaca el Progetto Lontra (projecte llúdriga) de la WWF Itàlia, mitjançant la instal·lació d'un centre de reproducció i educació d'aquest mustèlid en les ribes de l'estany. Altres projectes de conservació inclouen la recuperació de testudos terrestres, amfibis i cabirols.

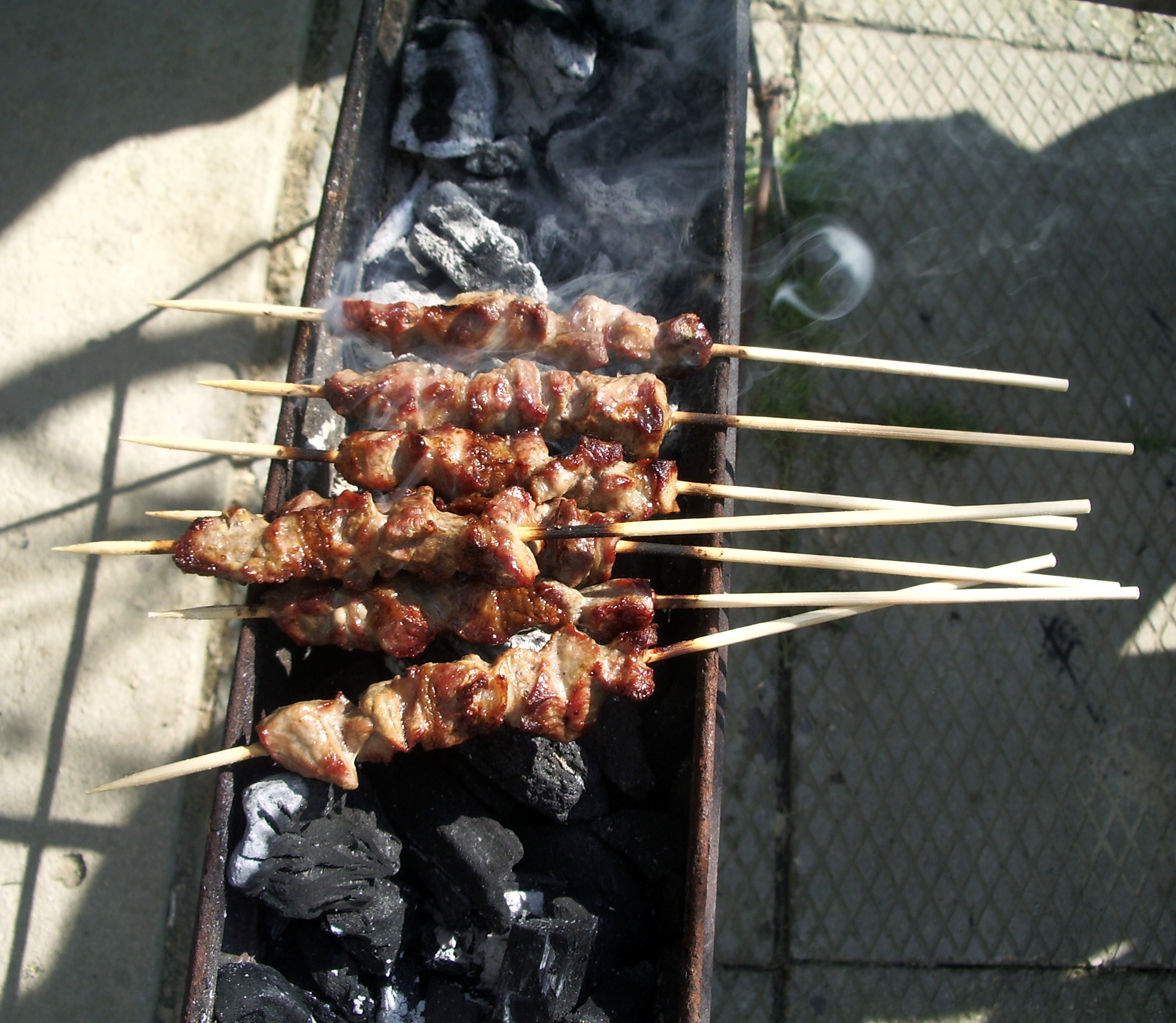
Arrosticini.

## Festivitats
Una de les majors festes locals és aquella dedicada a Sant Massimo, sant patró de la ciutat, que se celebra el 7 de maig de cada any, durant dos o tres dies. Successivament, el 13 de juny, se celebra la festa dedicada a Sant'Antonio di Padova. A l'estiu, hi ha múltiples festivitats, sobretot en el mes d'agost, quan tenen lloc el Pecora Nait (Nit de l'ovella), caracteritzada pels arrosticini, exquisits pinxos de carn d'ovella rostits en carbó, el Pal·li Medievale, durant el qual tenen lloc diverses competicions característiques de l'època medieval, i la Notte Bianca, una nit dedicada a la cultura.

## Evolució demogràfica
| Gràfica d'evolució demográfica de Penne entre 1861 i 2001 |
|                                                           |